# Provincia de Hail
Hail (en árabe: حائل, Ḥā'il) es una de las regiones de Arabia Saudita situada en el norte del país. Tiene una área de 103 887 kilómetros cuadrados y una población de 597 144 habitantes (2010). Su capital es la ciudad de Ha'il la cual tiene 310 897 habitantes.
- Datos: Q243656
- Multimedia: Ha'il province / Q243656